# الدوري المصري القسم الثاني 2017–18
دوري الدرجة الثانية المصري 2017–18 هو الموسم الثامن والثلاثون في بطولة دوري الدرجة الثانية المصري، وقد بدأ هذا الموسم في 14 سبتمبر عام 2017 واختتم في 19 أبريل 2018. .
في هذا الموسم صعد كل من نادي الجونة ونادي نجوم المستقبل ونادي حرس الحدود إلى الدوري المصري الممتاز 2018–19.